# Afera (Kozak)
Afera (Ljubljana, 1962) je drama Primoža Kozaka.

## Osebe
- Jeremija, komisar štaba CLN.
- Matej, komandat okrožja
- Bernard, načelnik cone.
- Simon, komandat brigade
- Marcel, komisar brigade
- Kristijan, zvezni oficir pri štabu cone.

## Vsebina

### 1.–7. prizor
Komisar Jeremija je poslan od komande okrožja, da bi razrešil konflikte, ki so nastali v štabu brigade. Gre za eno prvih brigad, za revolucionarne antifašistične borce, dodobra preizkušene v bojih in ilegali. V pogovoru s Komisarjem se počasi razkrivajo dogodki, ki so jedro spora: Marcel je dal likvidirati Komandirja, ker ni poslušal njegovega ukaza. Simon je dal zato aretirati Marcelove ljudi, ki so likvidacijo izvedli. Marcel je na to odgovoril z agitacijo zoper Simona kot sovražnika revolucije, nakar je Simon odložil funkcijo komandanta in zahteval referendum. Za načelnika cone Bernarda je šla s tem stvar predaleč. Zato je po oficirju za zvezo Kristijanu obvestil komando okrožja. Komisar je bil besen: enotnost antifašistične revolucije pri njih ni veliko veljala, sektašili so in se šli revolucijo na lastno pest, razbili brigado, uničili politično situacijo. Mislil si je, da jih bo že naučil kaj je to revolucionarna disciplina!

### 8.–12. prizor
V pogovoru med komisarjem in Simonom se zmerom bolj jasno kaže, da gre v sporu za različne koncepte revolucije. Fanatični Marcel je hotel brigado narediti za pokoren organ svoje skupine. Za Simona je ideal ljudsko samovladje, ki raste iz medsebojne povezanosti in moralne zavesti. Marcela naj odstranijo iz brigade, pa bo vse v redu. A Komisar zahteva, naj Simon Marcela rehabilitira in da zgled dobrega sodelovanja med komisarjem brigade in komandantom. Simon odkloni in zaprosi za degradacijo. Komisar oceni to za upor in uvede za oba nasprotnika vojaško preiskavo.  Kristijan je preplašen: on mimo vodstva ne more, pri njem je vse samo megla, v revolucijo je šel prav zato, da bi se rešil svoje notranje negotovosti, da bi postal cel in pravi, kakršni so oni. Za celoto gre, sprejeti morajo zakon tega boja, nimajo pravice cefrati se na lastno pest. Bernard izgubi živce: dvajset let se je boril, da bi z revolucijo uresničil čiste in kulturne odnose, zdaj pa doživlja tako revščino, kompromitirali so ga kot navadnega agenta, zanj je to katastrofa, njegovi ideali doživijo totalen mrk.

### 13.–20. prizor
Straža zaseže Marcelovo pismo na višjo komando, češ da preiskava favorizira razbijače brigade in ravna v škodo revoluciji. Komisar nadere Marcela kot smrkavca in ga pošlje v bunker, Bernarda pa skuša prepričati, naj vendar pomiri fante – kaj jih je popadlo, da se uro pred zmago postavljajo na zadnje noge in odpirajo notranjo fronto? To je intelektualska godlja! Stvari so vendar jasne! Saj je vendar tu revolucija in tam kontrarevolucija! V takih trenutkih je človek nič in organizacija vse! Bernard utrujeno odgovori, da si je zmerom prizadeval, da bi bila revolucija še kaj več… Komisar ne razume: edini cilj je zmaga in revolucija bo zmagala, pa če ostane le še deset ljudi na zemlji živih – in tisti pravi!

### 21.–22. prizor
Simon, Marcel in Bernard so obtoženi izdaje, Kristijan je oproščen zaradi pravilnega zadržanja med preiskavo. Komisar jih pusti same, da se pripravijo na zagovor. Kristijan na vse kriplje pere svojo vest, povsem zbegan je, ne ve več, kaj je prav in kaj ne. Marcel je neomajen v svojem fanatizmu – tudi, če se je Komisar zmotil, on je revolucija in revolucija se ne moti. Pripravljen je, le to ga boli, da bo sojen hkrati z njimi, ki so izdajalci! Simon ima drugačne misli: v gorah čakajo ljudje, njim so zavezani, ne pa da tu čepijo križem rok. Odloči se, da bo pobegnil in nagovarja Bernarda, naj gre z njim. Tedaj Marcel pokliče stražo in izda Simonov naklep.

### 23.–24. prizor
Marcel se na zaslišanju pod pritiskom Komisarjeve avtoritete zlomi, prizna, da je bilo njegovo delovanje upor in krivda pred revolucijo. Simon pa pri zadnjem pogovoru ne popusti. Komisarju zabrusi, da je nasilnik, da kroti revolucijo za službo vojaški hierarhiji in da sam ne mara zmage, če je dobljena s Komisarjevimi metodami. Nato odpahne stražo in se požene skozi okno. Zunaj padejo streli in komisar mirno pove, da je hiša obkoljena in če kdo želi, lahko gre. Kristijan se odpravi k vratom. Izdal je Simona in zdaj mora za njim, poslušen zakonu v sebi ki pravi, da ne sme biti izdajalec. Komisar ga besen udari, ukaže, naj ga spravijo v bunker, jutri pa bo sojen. Nato pospravi mizo in ukaže, da bo šel Marcel nazaj v brigado in prevzel komando, Bernard bo šel z njim in bo spametoval Simonove ljudi. Marcel in Bernard sprejmeta ukaz.